# Seznam hokejistů draftovaných týmem Buffalo Sabres

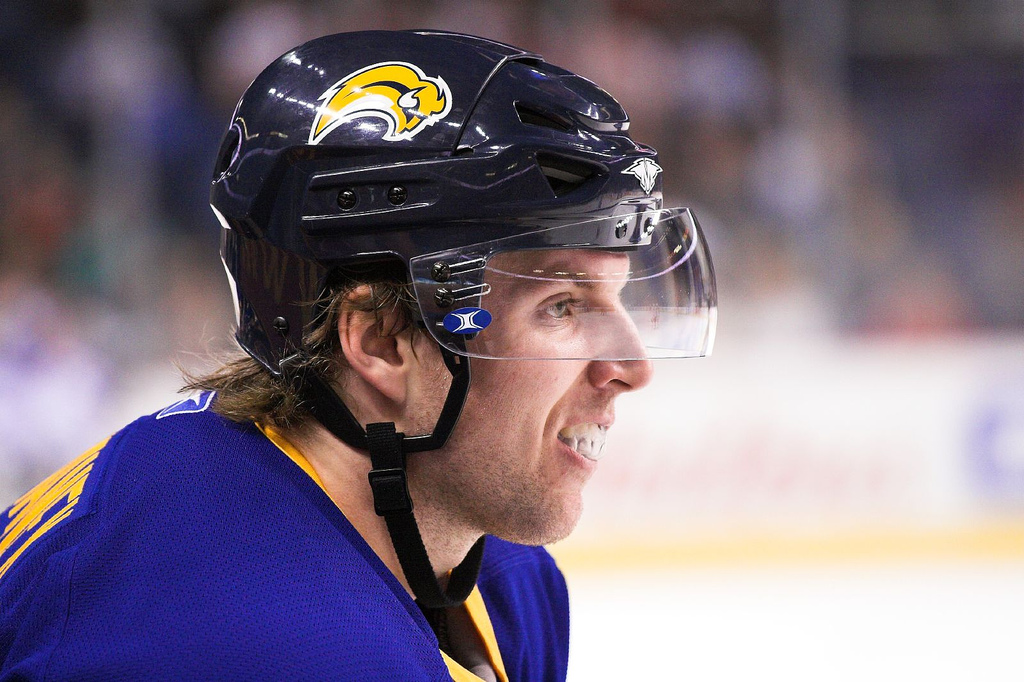
Thomas Vanek byl draftován z 5. místa v roce 2003.

Toto je kompletní seznam hokejistů, kteří byli draftováni v NHL do týmu Buffalo Sabres. To zahrnuje každého hráče, který byl draftován, bez ohledu na to, zda hrál za tým.

## Draft 1. kola

### Historie prvního kola
| † | Hráč který byl vybrán do hokejové síně slávy | Hráč který byl vybrán do hokejové síně slávy | Hráč který byl vybrán do hokejové síně slávy |
| * | Draftován z 1. místa                         | Draftován z 1. místa                         | Draftován z 1. místa                         |
| ≠ | Hráč který neodehrál žádný zápas v NHL       | Hráč který neodehrál žádný zápas v NHL       | Hráč který neodehrál žádný zápas v NHL       |

| Rok  | Místo | Hráč                | Pozice       | Stát           | Předchozí tým (liga)            |
| ---- | ----- | ------------------- | ------------ | -------------- | ------------------------------- |
| 1970 | 1*    | Gilbert Perreault   | Centr        | Kanada         | Montreal Junior Canadiens (OHA) |
| 1971 | 5     | Rick Martin         | Útočník      | Kanada         | Montreal Junior Canadiens (OHA) |
| 1972 | 5     | Jim Schoenfeld      | Obránce      | Kanada         | Niagara Falls Flyers (OHA)      |
| 1973 | 12    | Morris Titanic      | Levé křídlo  | Kanada         | Belleville Bulls (OHL)          |
| 1974 | 11    | Lee Fogolin         | Obránce      | USA            | Oshawa Generals (OHA)           |
| 1975 | 17    | Bob Sauvé           | Brankář      | Kanada         | Laval National (QMJHL)          |
| 1976 | Nikdo | Nikdo               | Nikdo        | Nikdo          | Nikdo                           |
| 1977 | 14    | Ric Seiling         | Pravé křídlo | Kanada         | St. Catharines Fincups (OHA)    |
| 1978 | 13    | Larry Playfair      | Obránce      | Kanada         | Portland Winter Hawks (WCHL)    |
| 1979 | 11    | Mike Ramsey         | Obránce      | USA            | U. of Minnesota (WCHA)          |
| 1980 | 20    | Steve Patrick       | Pravé křídlo | Kanada         | Brandon Wheat Kings (WHL)       |
| 1981 | 17    | Jiří Dudáček≠       | Pravé křídlo | Československo | HC Kladno (ČSHL)                |
| 1982 | 6     | Phil Housley        | Obránce      | USA            | South St. Paul (Minn. H.S.)     |
| 1982 | 9     | Paul Cyr            | Levé křídlo  | Kanada         | Victoria Cougars (WHL)          |
| 1982 | 16    | Dave Andreychuk     | Levé křídlo  | Kanada         | Oshawa Generals (OHL)           |
| 1983 | 5     | Tom Barrasso        | Brankář      | USA            | Acton-Boxboro H.S. (Mass.)      |
| 1983 | 10    | Normand Lacombe     | Pravé křídlo | Kanada         | U. of New Hampshire (ECAC)      |
| 1983 | 11    | Adam Creighton      | Centr        | Kanada         | Ottawa 67's (OHL)               |
| 1984 | 18    | Mikael Andersson    | Pravé křídlo | Švédsko        | Västra Frölunda HC (Elitserien) |
| 1985 | 14    | Calle Johansson     | Obránce      | Švédsko        | Västra Frölunda HC (Elitserien) |
| 1986 | 5     | Shawn Anderson      | Obránce      | Kanada         | Kanadský národní tým (Mez.)     |
| 1987 | 1*    | Pierre Turgeon      | Centr        | Kanada         | Granby Bisons (QMJHL)           |
| 1988 | 13    | Joel Savage         | Pravé křídlo | Kanada         | Victoria Cougars (WHL)          |
| 1989 | 14    | Kevin Haller        | Obránce      | Kanada         | Regina Pats (WHL)               |
| 1990 | 14    | Brad May            | Levé křídlo  | Kanada         | Niagara Falls Thunder (OHL)     |
| 1991 | 13    | Philippe Boucher    | Obránce      | Kanada         | Granby Bisons (QMJHL)           |
| 1992 | 1     | David Cooper        | Obránce      | Kanada         | Medicine Hat Tigers (WHL)       |
| 1993 | Nikdo | Nikdo               | Nikdo        | Nikdo          | Nikdo                           |
| 1994 | 17    | Wayne Primeau       | Centr        | Kanada         | Owen Sound Platers (OHL)        |
| 1995 | 14    | Jay McKee           | Obránce      | Kanada         | Niagara Falls Thunder (OHL)     |
| 1995 | 16    | Martin Biron        | Brankář      | Kanada         | Beauport Harfangs (QMJHL)       |
| 1996 | 7     | Erik Rasmussen      | Centr        | USA            | U. of Minnesota (WCHA)          |
| 1997 | 21    | Mika Noronen        | Brankář      | Finsko         | Tappara Tampere (SM-liiga)      |
| 1998 | 18    | Dmitrij Kalinin     | Obránce      | Rusko          | Traktor Čeljabinsk (Superliga)  |
| 1999 | 20    | Barrett Heisten     | Levé křídlo  | USA            | U. of Maine (H-East)            |
| 2000 | 15    | Artěm Krjukov≠      | Útočník      | Rusko          | Lokomotiv Jaroslavl (Superliga) |
| 2001 | 22    | Jiří Novotný        | Centr        | Česko          | HC České Budějovice (ELH)       |
| 2002 | 11    | Keith Ballard       | Obránce      | USA            | U. of Minnesota (WCHA)          |
| 2002 | 20    | Daniel Paille       | Levé křídlo  | Kanada         | Guelph Storm (OHL)              |
| 2003 | 5     | Thomas Vanek        | Pravé křídlo | Rakousko       | U. of Minnesota (WCHA)          |
| 2004 | 13    | Drew Stafford       | Pravé křídlo | USA            | U. of North Dakota (WCHA)       |
| 2005 | 13    | Marek Zagrapan≠     | Centr        | Slovensko      | Chicoutimi Sagueneens (QMJHL)   |
| 2006 | 24    | Dennis Persson≠     | Obránce      | Švédsko        | Västerås IK (HockeyAllsvenskan) |
| 2007 | Nikdo | Nikdo               | Nikdo        | Nikdo          | Nikdo                           |
| 2008 | 12    | Tyler Myers         | Obránce      | USA            | Kelowna Rockets (WHL)           |
| 2008 | 26    | Tyler Ennis         | Centr        | Kanada         | Medicine Hat Tigers (WHL)       |
| 2009 | 13    | Zack Kassian        | Pravé křídlo | Kanada         | Peterborough Petes (OHL)        |
| 2010 | 23    | Mark Pysyk≠         | Obránce      | Kanada         | Edmonton Oil Kings (WHL)        |
| 2011 | 16    | Joel Armia≠         | Pravé křídlo | Finsko         | Ässät Pori (SM-liiga)           |
| 2012 | 12    | Michail Grigorenko≠ | Centr        | Rusko          | Québec Remparts (QMJHL)         |
| 2012 | 13    | Zemgus Girgensons≠  | Centr        | Lotyšsko       | Dubuque Fighting Saints (USHL)  |

### Celkový výběr

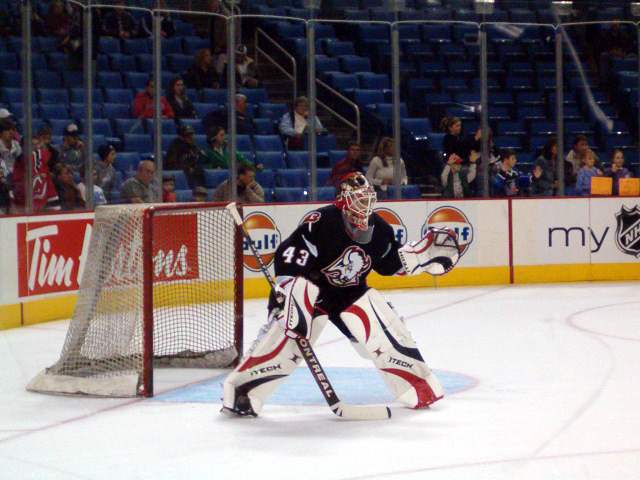
Martin Biron byl draftován ze 16. místa v roce 1995.

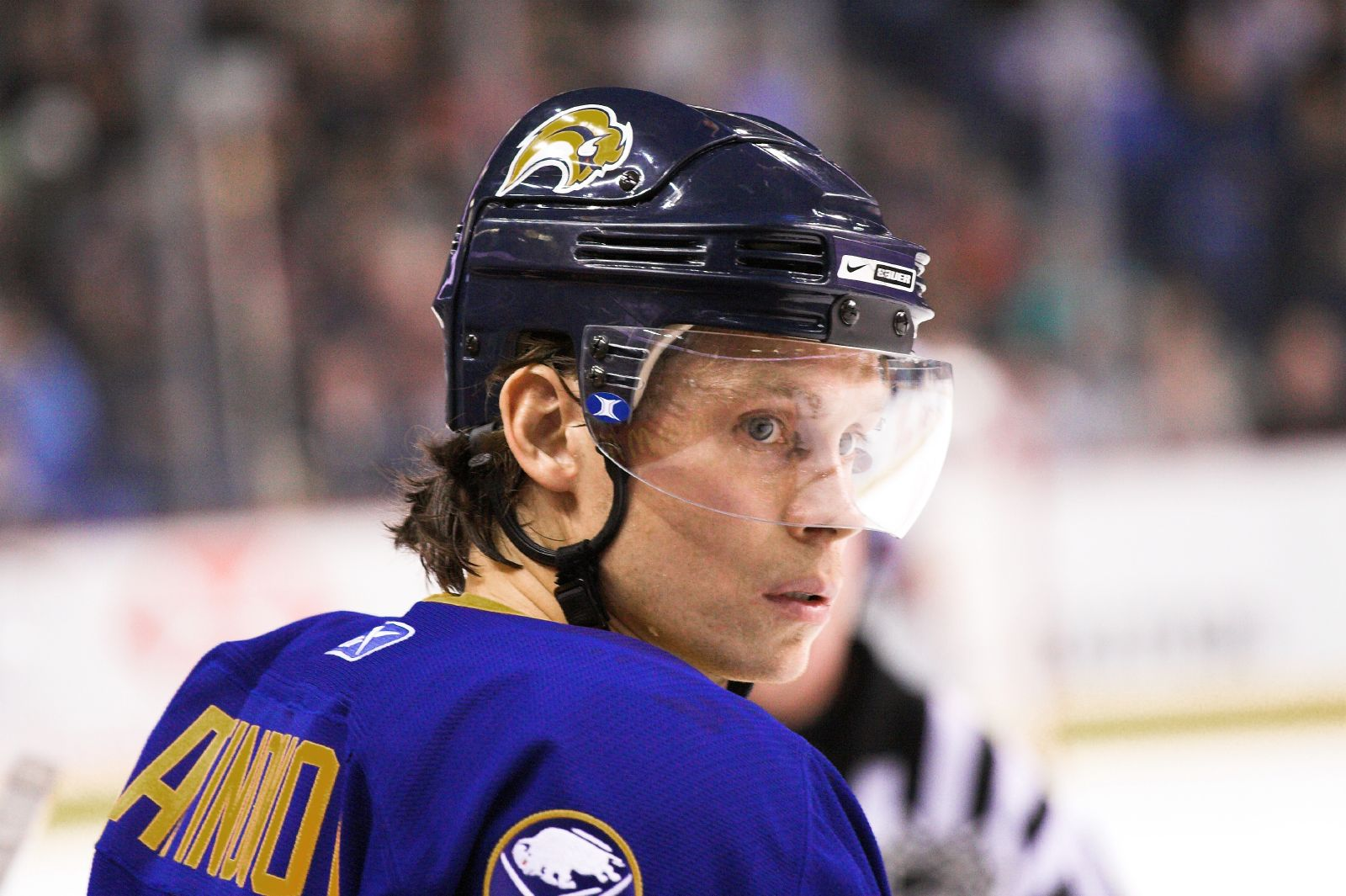
Maxim Afinogenov byl draftován ze 69. místa v roce 1997.

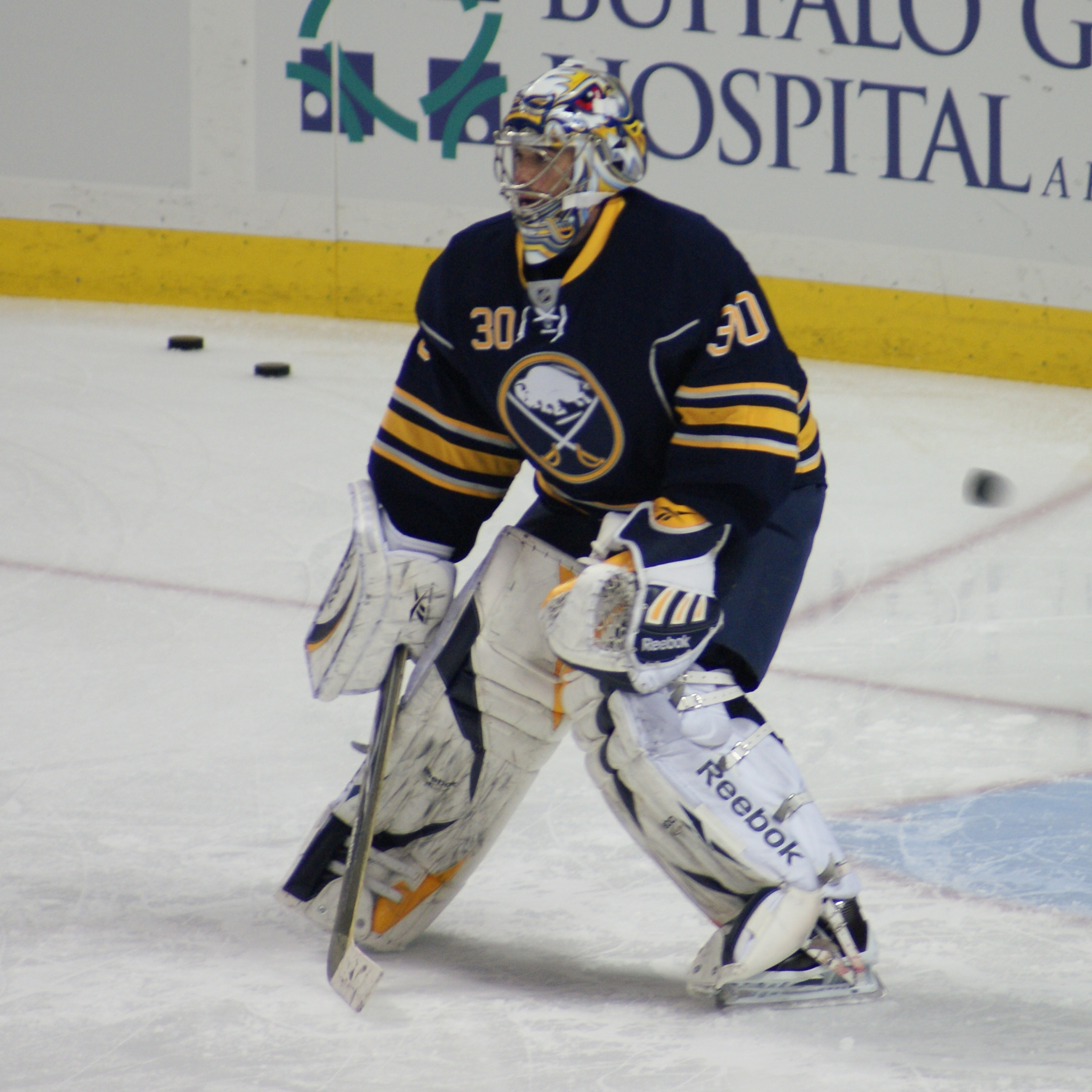
Ryan Miller byl draftován ze 138. místa v roce 1999.

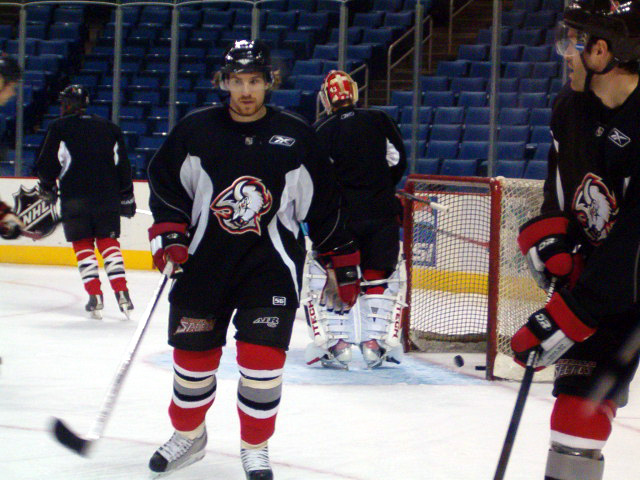
Derek Roy byl draftován ze 32. místa v roce 2001.

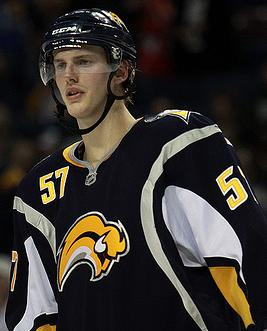
Tyler Myers byl draftován z 12. místa v roce 2008.

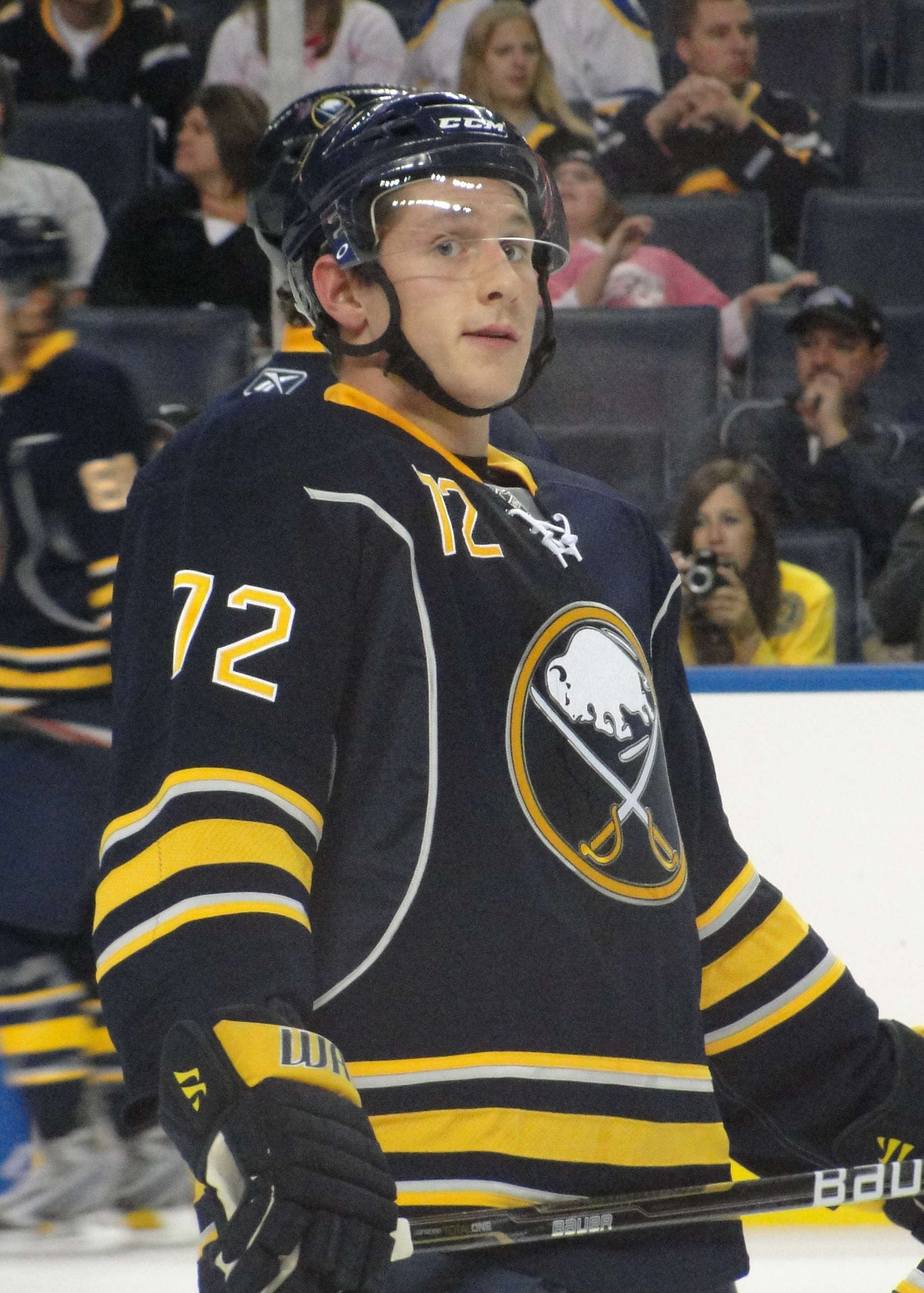
Luke Adam byl draftován ze 44. místa v roce 2008.

|  | Hráči kteří hráli nejméně jeden zápas v NHL |
|  | Hráči kteří si zahráli v NHL All-Star Game  |

| Rok  | Kolo | Místo | Hráč                  | Pozice       |
| ---- | ---- | ----- | --------------------- | ------------ |
| 1970 | 1    | 1     | Gilbert Perreault     | Centr        |
| 1970 | 2    | 15    | Butch Deadmarsh       | Levé křídlo  |
| 1970 | 3    | 29    | Steve Cuddie          | Obránce      |
| 1970 | 4    | 43    | Randy Wyrozub         | Centr        |
| 1970 | 5    | 43    | Mike Morton           | Pravé křídlo |
| 1970 | 6    | 71    | Mike Keeler           | Obránce      |
| 1970 | 7    | 84    | Tim Regan             | Brankář      |
| 1970 | 8    | 97    | Doug Rombough         | Centr        |
| 1970 | 9    | 107   | Luc Nadeau            | Centr        |
| 1971 | 1    | 5     | Rick Martin           | Levé křídlo  |
| 1971 | 2    | 19    | Craig Ramsay          | Levé křídlo  |
| 1971 | 3    | 33    | Bill Hajt             | Obránce      |
| 1971 | 4    | 47    | Rob Richer            | Obránce      |
| 1971 | 5    | 61    | Steve Warr            | Obránce      |
| 1971 | 6    | 75    | Pierre Duguay         | Centr        |
| 1972 | 1    | 5     | Jim Schoenfeld        | Obránce      |
| 1972 | 2    | 25    | Larry Carriere        | Obránce      |
| 1972 | 3    | 37    | Jim McMasters         | Útočník      |
| 1972 | 4    | 53    | Rychard Campeau       | Obránce      |
| 1972 | 5    | 69    | Gilles Gratton        | Brankář      |
| 1972 | 6    | 85    | Peter McNab           | Centr        |
| 1973 | 1    | 12    | Morris Titanic        | Levé křídlo  |
| 1973 | 2    | 28    | Jean Landry           | Obránce      |
| 1973 | 3    | 44    | André Deschamps       | Levé křídlo  |
| 1973 | 4    | 60    | Yvon Dupuis           | Pravé křídlo |
| 1973 | 5    | 76    | Bud Smulders          | Pravé křídlo |
| 1973 | 6    | 92    | Neil Korzack          | Levé křídlo  |
| 1973 | 7    | 108   | Bob Young             | Obránce      |
| 1973 | 8    | 124   | Tim O'Connell         | Pravé křídlo |
| 1974 | 1    | 11    | Lee Fogolin           | Obránce      |
| 1974 | 2    | 29    | Danny Gare            | Pravé křídlo |
| 1974 | 3    | 47    | Michel Deziel         | Levé křídlo  |
| 1974 | 4    | 65    | Paul McIntosh         | Obránce      |
| 1974 | 5    | 83    | Garry Lariviere       | Obránce      |
| 1974 | 6    | 101   | Dave Given            | Pravé křídlo |
| 1974 | 7    | 119   | Bernard Noreau        | Pravé křídlo |
| 1974 | 8    | 136   | Charles Constantin    | Levé křídlo  |
| 1974 | 9    | 153   | Rick Jodzio           | Levé křídlo  |
| 1974 | 10   | 168   | Derek Smith           | Levé křídlo  |
| 1974 | 11   | 183   | Taro Tsujimoto        | Centr        |
| 1974 | 12   | 196   | Bob Geoffrion         | Levé křídlo  |
| 1975 | 1    | 17    | Bob Sauve             | Brankář      |
| 1975 | 2    | 35    | Ken Breitenbach       | Obránce      |
| 1975 | 3    | 44    | Terry Martin          | Útočník      |
| 1975 | 3    | 53    | Gary McAdam           | Pravé křídlo |
| 1975 | 4    | 71    | Greg Neeld            | Pravé křídlo |
| 1975 | 5    | 89    | Don Edwards           | Brankář      |
| 1975 | 6    | 107   | Jim Minor             | Levé křídlo  |
| 1975 | 7    | 125   | Grant Rowe            | Obránce      |
| 1975 | 8    | 143   | Alec Tidey            | Pravé křídlo |
| 1975 | 9    | 159   | Andy Whitby           | Pravé křídlo |
| 1975 | 10   | 174   | Len Moher             | Brankář      |
| 1976 | 2    | 33    | Joe Kowal             | Levé křídlo  |
| 1976 | 4    | 69    | Rocky Maze            | Levé křídlo  |
| 1976 | 5    | 87    | Ron Roscoe            | Obránce      |
| 1976 | 6    | 105   | Don Lemieux           | Obránce      |
| 1977 | 1    | 14    | Ric Seiling           | Pravé křídlo |
| 1977 | 2    | 32    | Ron Areshenkoff       | Centr        |
| 1977 | 4    | 68    | Bill Stewart          | Obránce      |
| 1977 | 5    | 86    | Rich Sirois           | Brankář      |
| 1977 | 6    | 104   | Wayne Ramsey          | Obránce      |
| 1978 | 1    | 13    | Larry Playfair        | Obránce      |
| 1978 | 2    | 32    | Tony McKegney         | Levé křídlo  |
| 1978 | 3    | 49    | Rob McClanahan        | Centr        |
| 1978 | 4    | 66    | Mike Gazdic           | Obránce      |
| 1978 | 5    | 82    | Randy Ireland         | Brankář      |
| 1978 | 6    | 99    | Cam MacGregor         | Levé křídlo  |
| 1978 | 7    | 116   | Dan Eastman           | Centr        |
| 1978 | 8    | 133   | Eric Strobel          | Centr        |
| 1978 | 9    | 150   | Eugene O'Sullivan     | Centr        |
| 1979 | 1    | 11    | Mike Ramsey           | Obránce      |
| 1979 | 2    | 32    | Lindy Ruff            | Obránce      |
| 1979 | 3    | 53    | Mark Robinson         | Obránce      |
| 1979 | 3    | 55    | Jacques Cloutier      | Brankář      |
| 1979 | 4    | 74    | Gilles Hamel          | Levé křídlo  |
| 1979 | 5    | 95    | Alan Haworth          | Centr        |
| 1979 | 6    | 116   | Rick Knickle          | Brankář      |
| 1980 | 1    | 20    | Steve Patrick         | Útočník      |
| 1980 | 2    | 41    | Mike Moller           | Pravé křídlo |
| 1980 | 3    | 56    | Sean McKenna          | Pravé křídlo |
| 1980 | 3    | 62    | Jay North             | Centr        |
| 1980 | 4    | 83    | Jim Wiemer            | Levé křídlo  |
| 1980 | 5    | 104   | Dirk Rueter           | Obránce      |
| 1980 | 6    | 123   | Steve Lyons           | Levé křídlo  |
| 1980 | 7    | 146   | Jari Paavola          | Brankář      |
| 1980 | 8    | 167   | Randy Cunneyworth     | Centr        |
| 1980 | 9    | 188   | Dave Beckon           | Centr        |
| 1980 | 10   | 209   | John Bader            | Levé křídlo  |
| 1981 | 1    | 17    | Jiří Dudáček          | Pravé křídlo |
| 1981 | 2    | 38    | Hannu Virta           | Obránce      |
| 1981 | 3    | 59    | Jim Aldred            | Obránce      |
| 1981 | 3    | 60    | Colin Chisholm        | Obránce      |
| 1981 | 4    | 80    | Jeff Eatough          | Pravé křídlo |
| 1981 | 4    | 83    | Anders Wikberg        | Levé křídlo  |
| 1981 | 5    | 101   | Mauri Eivola          | Centr        |
| 1981 | 6    | 122   | Ali Butorac           | Obránce      |
| 1981 | 7    | 143   | Heikki Leime          | Obránce      |
| 1981 | 8    | 164   | Gaetano Orlando       | Centr        |
| 1981 | 9    | 185   | Venci Sebek           | Obránce      |
| 1981 | 10   | 206   | Warren Harper         | Pravé křídlo |
| 1982 | 1    | 6     | Phil Housley          | Obránce      |
| 1982 | 1    | 9     | Paul Cyr              | Levé křídlo  |
| 1982 | 1    | 16    | Dave Andreychuk       | Centr        |
| 1982 | 2    | 26    | Mike Anderson         | Centr        |
| 1982 | 2    | 30    | Jens Johansson        | Obránce      |
| 1982 | 4    | 68    | Timo Jutila           | Obránce      |
| 1982 | 4    | 79    | Jeff Hamilton         | Centr        |
| 1982 | 5    | 100   | Bob Logan             | Levé křídlo  |
| 1982 | 6    | 111   | Jeff Parker           | Obránce      |
| 1982 | 6    | 121   | Jakob Gustavsson      | Brankář      |
| 1982 | 7    | 142   | Allen Bishop          | Obránce      |
| 1982 | 8    | 163   | Claude Verret         | Centr        |
| 1982 | 9    | 184   | Rob Norman            | Pravé křídlo |
| 1982 | 10   | 205   | Mike Craig            | Brankář      |
| 1982 | 11   | 226   | Jim Plankers          | Obránce      |
| 1983 | 1    | 5     | Tom Barrasso          | Brankář      |
| 1983 | 1    | 10    | Normand Lacombe       | Pravé křídlo |
| 1983 | 1    | 11    | Adam Creighton        | Centr        |
| 1983 | 2    | 31    | John Tucker           | Centr        |
| 1983 | 2    | 34    | Richard Hajdu         | Levé křídlo  |
| 1983 | 4    | 74    | Daren Puppa           | Brankář      |
| 1983 | 5    | 94    | Jason Meyer           | Obránce      |
| 1983 | 6    | 114   | Jim Hofford           | Obránce      |
| 1983 | 7    | 134   | Christian Ruuttu      | Centr        |
| 1983 | 8    | 154   | Don McSween           | Obránce      |
| 1983 | 9    | 174   | Tim Hoover            | Obránce      |
| 1983 | 10   | 194   | Mark Ferner           | Obránce      |
| 1983 | 11   | 214   | Uwe Krupp             | Obránce      |
| 1983 | 12   | 234   | Marc Hamelin          | Brankář      |
| 1983 | 12   | 235   | Kermit Salfi          | Levé křídlo  |
| 1984 | 1    | 18    | Mikael Andersson      | Levé křídlo  |
| 1984 | 2    | 39    | Doug Trapp            | Levé křídlo  |
| 1984 | 3    | 60    | Ray Sheppard          | Pravé křídlo |
| 1984 | 4    | 81    | Bob Halkidis          | Obránce      |
| 1984 | 5    | 102   | Joey Rampton          | Levé křídlo  |
| 1984 | 6    | 123   | James Gasseau         | Obránce      |
| 1984 | 7    | 144   | Darcy Wakaluk         | Brankář      |
| 1984 | 8    | 165   | Orwar Stambert        | Obránce      |
| 1984 | 10   | 206   | Brian McKinnon        | Centr        |
| 1984 | 11   | 226   | Grant Delcourt        | Pravé křídlo |
| 1984 | 12   | 247   | Sean Baker            | Levé křídlo  |
| 1985 | 1    | 14    | Calle Johansson       | Obránce      |
| 1985 | 2    | 35    | Benoît Hogue          | Levé křídlo  |
| 1985 | 3    | 56    | Keith Gretzky         | Útočník      |
| 1985 | 4    | 77    | Dave Moylan           | Obránce      |
| 1985 | 5    | 98    | Ken Priestlay         | Centr        |
| 1985 | 6    | 119   | Joe Reekie            | Obránce      |
| 1985 | 7    | 140   | Petri Matikainen      | Obránce      |
| 1985 | 8    | 161   | Trent Kaese           | Pravé křídlo |
| 1985 | 9    | 182   | Jiří Šejba            | Útočník      |
| 1985 | 10   | 203   | Boyd Sutton           | Centr        |
| 1985 | 11   | 224   | Guy Larose            | Centr        |
| 1985 | 12   | 245   | Ken Baumgartner       | Levé křídlo  |
| 1986 | 1    | 5     | Shawn Anderson        | Obránce      |
| 1986 | 2    | 26    | Greg Brown            | Obránce      |
| 1986 | 3    | 47    | Bob Corkum            | Centr        |
| 1986 | 3    | 56    | Kevin Kerr            | Pravé křídlo |
| 1986 | 4    | 68    | Dave Baseggio         | Obránce      |
| 1986 | 5    | 89    | Larry Rooney          | Obránce      |
| 1986 | 6    | 110   | Miguel Baldris        | ?            |
| 1986 | 7    | 131   | Mike Hartman          | Levé křídlo  |
| 1986 | 8    | 152   | François Guay         | Centr        |
| 1986 | 9    | 173   | Sean Whitham          | Obránce      |
| 1986 | 10   | 194   | Kenton Rein           | Centr        |
| 1986 | 11   | 215   | Troy Arndt            | Obránce      |
| 1987 | 1    | 1     | Pierre Turgeon        | Centr        |
| 1987 | 2    | 22    | Brad Miller           | Obránce      |
| 1987 | 3    | 53    | Andrew MacVicar       | Levé křídlo  |
| 1987 | 4    | 84    | John Bradley          | Brankář      |
| 1987 | 5    | 85    | Dave Pergola          | Pravé křídlo |
| 1987 | 6    | 106   | Chris Marshall        | Levé křídlo  |
| 1987 | 7    | 127   | Paul Flanagan         | Obránce      |
| 1987 | 8    | 148   | Sean Dooley           | Obránce      |
| 1987 | 8    | 153   | Tim Roberts           | Obránce      |
| 1987 | 9    | 169   | Grant Tkachuk         | Levé křídlo  |
| 1987 | 10   | 190   | Ian Herbers           | Obránce      |
| 1987 | 11   | 211   | David Littman         | Brankář      |
| 1987 | 12   | 232   | Al MacIsaac           | Obránce      |
| 1988 | 1    | 13    | Joel Savage           | Pravé křídlo |
| 1988 | 3    | 55    | Darcy Loewen          | Levé křídlo  |
| 1988 | 4    | 76    | Keith Carney          | Obránce      |
| 1988 | 5    | 89    | Alexandr Mogilny      | Pravé křídlo |
| 1988 | 5    | 97    | Rob Ray               | Pravé křídlo |
| 1988 | 6    | 106   | David DiVita          | Obránce      |
| 1988 | 6    | 118   | Mike McLaughlin       | Levé křídlo  |
| 1988 | 7    | 139   | Mike Griffith         | Pravé křídlo |
| 1988 | 8    | 160   | Don Ruoho             | Levé křídlo  |
| 1988 | 9    | 181   | Wade Flaherty         | Brankář      |
| 1988 | 11   | 223   | Tom Nieman            | ?            |
| 1988 | 12   | 244   | Bobby Wallwork        | Levé křídlo  |
| 1989 | 1    | 14    | Kevin Haller          | Obránce      |
| 1989 | 3    | 56    | Scott Thomas          | Pravé křídlo |
| 1989 | 4    | 77    | Doug MacDonald        | Centr        |
| 1989 | 5    | 98    | Ken Sutton            | Obránce      |
| 1989 | 6    | 107   | Bill Pye              | Brankář      |
| 1989 | 6    | 119   | Mike Barkley          | Centr        |
| 1989 | 8    | 161   | Derek Plante          | Centr        |
| 1989 | 9    | 183   | Donald Audette        | Pravé křídlo |
| 1989 | 10   | 194   | Mark Astley           | Obránce      |
| 1989 | 10   | 203   | John Nelson           | Pravé křídlo |
| 1989 | 11   | 224   | Todd Henderson        | Brankář      |
| 1989 | 12   | 245   | Mike Bavis            | Útočník      |
| 1990 | 1    | 14    | Brad May              | Levé křídlo  |
| 1990 | 4    | 82    | Brian McCarthy        | Centr        |
| 1990 | 5    | 97    | Richard Šmehlík       | Obránce      |
| 1990 | 5    | 100   | Todd Bojcun           | Brankář      |
| 1990 | 5    | 103   | Brad Pacall           | Obránce      |
| 1990 | 7    | 142   | Viktor Gordjuk        | Levé křídlo  |
| 1990 | 8    | 166   | Milan Nedoma          | Obránce      |
| 1990 | 9    | 187   | Jason Winch           | Centr        |
| 1990 | 10   | 208   | Sylvain Naud          | Pravé křídlo |
| 1990 | 11   | 229   | Ken Martin            | ?            |
| 1990 | 12   | 250   | Brad Rubachuk         | Centr        |
| 1991 | 1    | 13    | Philippe Boucher      | Obránce      |
| 1991 | 2    | 35    | Jason Dawe            | Pravé křídlo |
| 1991 | 3    | 57    | Jason Young           | Levé křídlo  |
| 1991 | 4    | 72    | Peter Ambroziak       | Útočník      |
| 1991 | 5    | 101   | Steve Shields         | Brankář      |
| 1991 | 6    | 123   | Sean O'Donnell        | Obránce      |
| 1991 | 6    | 124   | Brian Holzinger       | Centr        |
| 1991 | 7    | 145   | Chris Snell           | Obránce      |
| 1991 | 8    | 162   | Jiří Kuntoš           | Obránce      |
| 1991 | 9    | 189   | Tony Iob              | Levé křídlo  |
| 1991 | 10   | 211   | Spencer Meany         | UÚočník      |
| 1991 | 11   | 233   | Michail Volkov        | Pravé křídlo |
| 1991 | 12   | 255   | Michael Smith         | Obránce      |
| 1991 | 12   | 05    | Daniel Gustafson      | Brankář      |
| 1992 | 1    | 11    | David Cooper          | Obránce      |
| 1992 | 2    | 35    | Jozef Čierny          | Levé křídlo  |
| 1992 | 3    | 59    | Ondřej Šteiner        | Centr        |
| 1992 | 4    | 80    | Dean Melanson         | Obránce      |
| 1992 | 4    | 83    | Matthew Barnaby       | Pravé křídlo |
| 1992 | 5    | 107   | Markus Ketterer       | Brankář      |
| 1992 | 5    | 108   | Juri Chmylev          | Levé křídlo  |
| 1992 | 6    | 131   | Paul Rushforth        | Centr        |
| 1992 | 8    | 179   | Dean Tiltgen          | Centr        |
| 1992 | 9    | 203   | Todd Simon            | Centr        |
| 1992 | 10   | 227   | Rick Kowalsky         | Pravé křídlo |
| 1992 | 11   | 251   | Chris Clancy          | Levé křídlo  |
| 1992 | 12   | 280   | Miko Loza             | Centr        |
| 1993 | 2    | 38    | Denis Cygurov         | Obránce      |
| 1993 | 3    | 64    | Ethan Philpott        | Pravé křídlo |
| 1993 | 5    | 116   | Richard Šafařík       | Pravé křídlo |
| 1993 | 6    | 142   | Kevin Pozzo           | Obránce      |
| 1993 | 7    | 168   | Sergej Petrenko       | Levé křídlo  |
| 1993 | 8    | 194   | Mike Barrie           | Centr        |
| 1993 | 9    | 220   | Barrie Moore          | Levé křídlo  |
| 1993 | 10   | 246   | Chris Davis           | Pravé křídlo |
| 1993 | 11   | 272   | Scott Nichol          | Centr        |
| 1994 | 1    | 17    | Wayne Primeau         | Centr        |
| 1994 | 2    | 43    | Curtis Brown          | Levé křídlo  |
| 1994 | 3    | 69    | Rumun Ndur            | Obránce      |
| 1994 | 5    | 121   | Sergej Klimentijev    | Obránce      |
| 1994 | 6    | 147   | Cal Benazic           | Obránce      |
| 1994 | 7    | 168   | Steve Plouffe         | Brankář      |
| 1994 | 7    | 173   | Shane Hnidy           | Obránce      |
| 1994 | 7    | 176   | Steve Webb            | Pravé křídlo |
| 1994 | 8    | 199   | Bob Westerby          | Levé křídlo  |
| 1994 | 9    | 225   | Craig Millar          | Obránce      |
| 1994 | 10   | 251   | Mark Polak            | Centr        |
| 1994 | 11   | 277   | Shayne Wright         | Obránce      |
| 1995 | 1    | 14    | Jay McKee             | Obránce      |
| 1995 | 1    | 16    | Martin Biron          | Brankář      |
| 1995 | 2    | 42    | Mark Dutiaume         | Levé křídlo  |
| 1995 | 3    | 68    | Mathieu Sunderland    | Pravé křídlo |
| 1995 | 4    | 94    | Matt Davidson         | Pravé křídlo |
| 1995 | 5    | 111   | Marian Meňhart        | Obránce      |
| 1995 | 5    | 119   | Kevin Popp            | Obránce      |
| 1995 | 5    | 123   | Daniel Bienvenue      | Levé křídlo  |
| 1995 | 7    | 172   | Brian Scott           | Útočník      |
| 1995 | 8    | 198   | Mike Zanutto          | Centr        |
| 1995 | 9    | 224   | Rob Skrlac            | Útočník      |
| 1996 | 1    | 7     | Erik Rasmussen        | Centr        |
| 1996 | 2    | 27    | Cory Sarich           | Obránce      |
| 1996 | 2    | 33    | Darren Van Oene       | Levé křídlo  |
| 1996 | 3    | 53    | Eric Naud             | Levé křídlo  |
| 1996 | 3    | 54    | François Méthot       | Levé křídlo  |
| 1996 | 4    | 87    | Kurt Walsh            | Útočník      |
| 1996 | 4    | 106   | Mike Martone          | Obránce      |
| 1996 | 5    | 115   | Alexej Tezikov        | Obránce      |
| 1996 | 6    | 142   | Ryan Davis            | Pravé křídlo |
| 1996 | 6    | 161   | Darren Mortier        | Centr        |
| 1996 | 9    | 222   | Scott Buhler          | Brankář      |
| 1997 | 1    | 21    | Mika Noronen          | Brankář      |
| 1997 | 2    | 48    | Henrik Tallinder      | Pravé křídlo |
| 1997 | 3    | 69    | Maxim Afinogenov      | Pravé křídlo |
| 1997 | 3    | 75    | Jeff Martin           | Útočník      |
| 1997 | 4    | 101   | Luc Theoret           | Obránce      |
| 1997 | 5    | 128   | Torrey DiRoberto      | Levé křídlo  |
| 1997 | 6    | 156   | Brian Campbell        | Obránce      |
| 1997 | 7    | 184   | Jeremy Adduono        | Levé křídlo  |
| 1997 | 8    | 212   | Kamil Piroš           | Centr        |
| 1997 | 9    | 238   | Dylan Kemp            | ?            |
| 1998 | 1    | 18    | Dmitrij Kalinin       | Obránce      |
| 1998 | 2    | 34    | Andrew Peters         | Levé křídlo  |
| 1998 | 2    | 47    | Norm Milley           | Pravé křídlo |
| 1998 | 2    | 50    | Jaroslav Kristek      | Pravé křídlo |
| 1998 | 3    | 77    | Mike Pandolfo         | Levé křídlo  |
| 1998 | 5    | 137   | Aaron Goldade         | Levé křídlo  |
| 1998 | 6    | 164   | Aleš Kotalík          | Pravé křídlo |
| 1998 | 7    | 191   | Brad Moran            | Centr        |
| 1998 | 8    | 218   | David Moravec         | Pravé křídlo |
| 1998 | 9    | 249   | Edo Terglav           | Pravé křídlo |
| 1999 | 1    | 20    | Barrett Heisten       | Levé křídlo  |
| 1999 | 2    | 35    | Milan Bartovič        | Útočník      |
| 1999 | 2    | 55    | Doug Janik            | Obránce      |
| 1999 | 2    | 64    | Mike Zigomanis        | Centr        |
| 1999 | 3    | 73    | Tim Preston           | Levé křídlo  |
| 1999 | 4    | 117   | Karel Mosovský        | Útočník      |
| 1999 | 5    | 138   | Ryan Miller           | Brankář      |
| 1999 | 5    | 146   | Matt Kinch            | Obránce      |
| 1999 | 6    | 178   | Seneque Hyacinthe Jr  | Pravé křídlo |
| 1999 | 7    | 206   | Bret DeCecco          | Pravé křídlo |
| 1999 | 8    | 235   | Brad Self             | Centr        |
| 1999 | 9    | 263   | Craig Brunel          | Pravé křídlo |
| 2000 | 1    | 15    | Artěm Krjukov         | Útočník      |
| 2000 | 2    | 48    | Gerard Dicaire        | Obránce      |
| 2000 | 4    | 111   | Ghyslain Rousseau     | Brankář      |
| 2000 | 5    | 149   | Denis Denisov         | Obránce      |
| 2000 | 7    | 213   | Vasilij Bizjajev      | Pravé křídlo |
| 2000 | 7    | 220   | Paul Gaustad          | Centr        |
| 2000 | 8    | 258   | Sean McMorrow         | Pravé křídlo |
| 2000 | 9    | 277   | Ryan Courtney         | Centr        |
| 2001 | 1    | 22    | Jiří Novotný          | Centr        |
| 2001 | 2    | 32    | Derek Roy             | Centr        |
| 2001 | 2    | 50    | Chris Thorburn        | Centr        |
| 2001 | 2    | 55    | Jason Pominville      | Pravé křídlo |
| 2001 | 5    | 155   | Michal Vondrka        | Pravé křídlo |
| 2001 | 8    | 234   | Calle Aslund          | Obránce      |
| 2001 | 8    | 247   | Marek Dubec           | Centr        |
| 2001 | 9    | 279   | Ryan Jorde            | Obránce      |
| 2002 | 1    | 11    | Keith Ballard         | Obránce      |
| 2002 | 1    | 20    | Daniel Paille         | Levé křídlo  |
| 2002 | 3    | 76    | Michael Tessier       | Levé křídlo  |
| 2002 | 3    | 82    | John Adams            | Obránce      |
| 2002 | 4    | 108   | Jakub Hulva           | Pravé křídlo |
| 2002 | 4    | 121   | Marty Magers          | Brankář      |
| 2002 | 6    | 178   | Maxim Sčevjev         | Centr        |
| 2002 | 7    | 208   | Radoslav Hecl         | Obránce      |
| 2002 | 8    | 241   | Dennis Wideman        | Obránce      |
| 2002 | 9    | 271   | Martin Čížek          | Obránce      |
| 2003 | 1    | 5     | Thomas Vanek          | Levé křídlo  |
| 2003 | 2    | 65    | Branislav Fabry       | Pravé křídlo |
| 2003 | 3    | 74    | Clarke MacArthur      | Levé křídlo  |
| 2003 | 4    | 106   | Jan Hejda             | Obránce      |
| 2003 | 4    | 114   | Denis Ježov           | Obránce      |
| 2003 | 5    | 150   | Thomas Morrow         | Obránce      |
| 2003 | 6    | 172   | Pavel Vorošnin        | Obránce      |
| 2003 | 7    | 202   | Nathan Paetsch        | Obránce      |
| 2003 | 8    | 235   | Jeff Weber            | Brankář      |
| 2003 | 9    | 266   | Louis-Philippe Martin | Pravé křídlo |
| 2004 | 1    | 13    | Drew Stafford         | Pravé křídlo |
| 2004 | 2    | 43    | Michael Funk          | Pravé křídlo |
| 2004 | 3    | 72    | Andrej Sekera         | Obránce      |
| 2004 | 5    | 145   | Michal Valent         | Brankář      |
| 2004 | 6    | 176   | Patrick Kaleta        | Obránce      |
| 2004 | 7    | 207   | Mark Mancari          | Pravé křídlo |
| 2004 | 8    | 241   | Mike Card             | Obránce      |
| 2004 | 9    | 273   | Dylan Hunter          | Levé křídlo  |
| 2005 | 1    | 13    | Marek Zagrapan        | Centr        |
| 2005 | 2    | 48    | Philipp Gogulla       | Levé křídlo  |
| 2005 | 3    | 87    | Marc-André Gragnani   | Obránce      |
| 2005 | 4    | 96    | Chris Butler          | Obránce      |
| 2005 | 5    | 142   | Nathan Gerbe          | Centr        |
| 2005 | 6    | 182   | Adam Dennis           | Brankář      |
| 2005 | 6    | 191   | Vjačeslav Buravčikov  | Obránce      |
| 2005 | 7    | 208   | Matt Generous         | Obránce      |
| 2005 | 7    | 227   | Andrew Orpik          | Obránce      |
| 2006 | 1    | 24    | Dennis Persson        | Obránce      |
| 2006 | 2    | 46    | Jhonas Enroth         | Brankář      |
| 2006 | 2    | 57    | Mike Weber            | Obránce      |
| 2006 | 4    | 117   | Felix Schutz          | Centr        |
| 2006 | 5    | 147   | Alex Biega            | Obránce      |
| 2006 | 7    | 207   | Benjamin Breault      | Centr        |
| 2007 | 2    | 31    | T. J. Brennan         | Obránce      |
| 2007 | 2    | 59    | Drew Schiestel        | Obránce      |
| 2007 | 3    | 89    | Corey Tropp           | Pravé křídlo |
| 2007 | 5    | 139   | Bradley Eidsness      | Brankář      |
| 2007 | 5    | 147   | Jean-Simon Allard     | Centr        |
| 2007 | 6    | 179   | Paul Byron            | Centr        |
| 2007 | 7    | 187   | Nick Eno              | Brankář      |
| 2007 | 7    | 209   | Drew Mackenzie        | Obránce      |
| 2008 | 1    | 12    | Tyler Myers           | Obránce      |
| 2008 | 1    | 26    | Tyler Ennis           | Levé křídlo  |
| 2008 | 2    | 44    | Luke Adam             | Centr        |
| 2008 | 3    | 81    | Corey Fienhage        | Obránce      |
| 2008 | 4    | 101   | Justin Jokinen        | Pravé křídlo |
| 2008 | 4    | 104   | Jordon Southorn       | Obránce      |
| 2008 | 5    | 134   | Jacob Lagace          | Levé křídlo  |
| 2008 | 6    | 164   | Nick Crawford         | Obránce      |
| 2009 | 1    | 13    | Zack Kassian          | Pravé křídlo |
| 2009 | 3    | 66    | Brayden Mcnabb        | Obránce      |
| 2009 | 3    | 104   | Marcus Foligno        | Levé křídlo  |
| 2009 | 4    | 134   | Mark Adams            | Obránce      |
| 2009 | 5    | 164   | Connor Knapp          | Brankář      |
| 2009 | 6    | 194   | Maxime Legault        | Pravé křídlo |
| 2010 | 1    | 23    | Mark Pysyk            | Obránce      |
| 2010 | 3    | 68    | Jerome Gauthier-Leduc | Obránce      |
| 2010 | 3    | 75    | Kevin Sundher         | Centr        |
| 2010 | 3    | 83    | Matt MacKenzie        | Obránce      |
| 2010 | 4    | 98    | Steven Shipley        | Centr        |
| 2010 | 5    | 143   | Greg Sutch            | Pravé křídlo |
| 2010 | 6    | 173   | Cedrick Henley        | Levé křídlo  |
| 2010 | 7    | 203   | Christian Isackson    | Pravé křídlo |
| 2010 | 7    | 208   | Riley Boychuk         | Levé křídlo  |
| 2011 | 1    | 16    | Joel Armia            | Pravé křídlo |
| 2011 | 3    | 77    | Daniel Catenacci      | Centr        |
| 2011 | 4    | 107   | Colin Jacobs          | Centr        |
| 2011 | 5    | 137   | Alex Lepkowski        | Obránce      |
| 2011 | 6    | 167   | Nathan Lieuwen        | Brankář      |
| 2011 | 7    | 197   | Brad Navin            | Centr        |
| 2012 | 1    | 12    | Michail Grigorenko    | Centr        |
| 2012 | 1    | 14    | Zemgus Girgensons     | Centr        |
| 2012 | 2    | 44    | Jake McCabe           | Obránce      |
| 2012 | 3    | 73    | Justin Kea            | Centr        |
| 2012 | 5    | 133   | Logan Nelson          | Centr        |
| 2012 | 6    | 163   | Linus Ullmark         | Brankář      |
| 2012 | 7    | 193   | Brady Austin          | Obránce      |
| 2012 | 7    | 204   | Judd Peterson         | Centr        |